# Lori Harvey
Lori Harvey, née le 13 janvier 1997, est une mannequin, entrepreneure américaine. Elle est la fille de Marjorie Harvey (née Bridges) et la fille adoptive du comédien Steve Harvey. Elle a signé avec l'agence LA Model Management aux États-Unis, ainsi qu'avec Select Model Management en Europe. En 2021, Harvey a fondé la société de soins de la peau SKN by LH.

## Biographie

### Débuts
Lori Harvey est la fille de Marjorie Harvey (née Bridges),. Alors que l'identité de son père biologique n'est pas connue du public; En 2007, sa mère s'est mariée avec le comédien Steve Harvey, qui l'a adoptée plus tard,. Elle est née à Memphis, Tennessee, et a grandi à Atlanta, Géorgie . Harvey était un cavalier de compétition et aspirait à concourir aux Jeux olympiques . Elle a ensuite fréquenté l'université en Floride, avant d'abandonner en raison d'une blessure, ce qui l'a empêchée de poursuivre son travail d'équitation.

### Carrière
En 2015, elle commence une carrière dans le mannequinat, signant des contrats de mannequinat avec l'agence LA Model Management aux États-Unis, et Select Model Management en Europe. Harvey a défilé pour la collection printemps/été 2017 de Dolce & Gabbana ; et est apparue dans des campagnes pour Dolce & Gabbana, Michael Kors, Pat McGrath's Beauty Lab, et Burberry . En 2019, Harvey a fait une apparition dans le clip de " Motivation " de la chanteuse Normani, . Elle a également fait la couverture de Wonderland .
En 2021, elle lance la marque de soin SKN by LH. Cette même année, elle collabore pour la collection de vêtements avec la société Naked Wardrobe.

## Vie privée
Harvey suit le christianisme[réf. nécessaire]. Elle a des amitiés étroites avec Jordyn Woods, Normani, Winnie Harlow et Ryan Destiny, selon Essence.

### Relations
En janvier 2016, elle a commencé à sortir avec le footballeur Memphis Depay, et ils se sont fiancés en juin 2017. Cependant, le couple s'est séparé plus tard la même année ; avec Harvey repéré sans sa bague de fiançailles en 2018.
Après la fin de ses fiançailles avec Depay, Harvey a été temporairement liée au pilote de course britannique Lewis Hamilton, au chanteur de R&B Trey Songz et à Sean Combs. Plus tard, elle serait liée au rappeur Future, le couple a confirmé leur relation en janvier 2020 et a rompu en août de la même année. Future viserait plus tard Harvey sur son couplet vedette sur la chanson Maybach de 42 Dugg, avec les paroles « Magic City, je suis le propriétaire. Dites à Steve Harvey que je ne veux pas d'elle ».
En novembre 2020, Harvey a commencé à sortir avec l'acteur Michael B. Jordan. En décembre 2021, il a déclaré dans une interview accordée à The Hollywood Reporter, qu'il avait « enfin trouvé ce qu'était l'amour » avec Harvey.
Après 1 an et demi de relation, le couple se sépare le 4 juin 2022. Peu après, Harvey fut la cible de reproches, notamment celle de mettre toujours fin à ses relations amoureuses lorsqu'elles durent plus d'un an.
Début 2023, elle est en couple avec l'acteur Damson Idris, ils se sont séparés en Novembre 2023.

### Affaires judiciaires
En octobre 2019, Harvey a été arrêtée pour avoir fui les lieux d'une collision, selon le département de police de Beverly Hills. En janvier 2020, un porte-parole du bureau du procureur du comté de Los Angeles a confirmé à People qu'elle était accusée de deux délits, dont un chef de résistance, d'obstruction à un agent de la paix et un chef de délit de fuite entraînant des dommages matériels. En décembre 2020, il a été rapporté par TMZ qu'elle avait accepté un accord de plaidoyer et qu'elle avait été condamnée à 2 ans de probation.